# Espai (filosofia)
L'espai és un concepte tradicional en filosofia, igual que el temps, pertanyent al camp de l'ontologia, la filosofia analítica i l'epistemologia. Moltes de les explicacions tradicionals han estat superades per la ciència, especialment per la física.

## Existent o conceptual?
Una primera divisió separa els filòsofs que creuen que l'espai té una realitat física i els que creuen que és només un concepte abstracte de la nostra ment. Els primers pensen que el món efectivament està estructurat en dimensions (de les quals percebem tres) i que l'espai és el lloc on passen els esdeveniments que podem copsar amb els sentits, l'àmbit de l'experiència. L'espai equival doncs al conjunt de cossos i les seves interaccions i és en gran manera el món exterior a nosaltres mateixos. Alguns pensadors medievals no negaven la realitat física de l'espai, però afirmaven que era la presó de l'ànima, el regne del cos i precisament per això definien Déu com el que no ocupa espai (és només esperit i, per tant, omnipresent).
Els pensadors idealistes afirmen que l'espai és una categoria mental, sense correspondència amb la realitat. Plató va ser el primer a afirmar que allò perceptible no és veritable, que els sentits són enganyoosos. Però va ser Kant qui li va donar el seu caràcter definitiu com a concepte. Afirmava que era un concepte a priori, una forma innata, que permet a la nostra ment classificar els esdeveniments i les dades sensibles en categories concretes, que permet per tant la percepció (alhora que la limita, segons explica amb la paradoxa del colom). No existeix un espai com a tal, és un nom donat per englobar tot el que hi ha fora d'un mateix (sent fora una altra convenció) per facilitar la comprensió.

## Absolut o relatiu?
Els primers pensadors van arribar a un concepte d'espai absolut, que servís com a referència de cada cos particular. Afirmaven que no es poden fer mesures o afirmacions de localització sense un marc de referència més ampli; un cos es distingeix de l'altre mitjançant un límit perquè tots dos pertanyen a l'espai global.
La teoria de la relativitat general d'Einstein, en canvi, afirma que l'espai i el temps són relatius, que són dimensions que depenen l'una de les altres i totes de l'espectador. Els cossos, incloent les persones, deformen aquest continu espaitemps per la seva simple presència.